# Ustad
Ustad o ustadh és un terme musulmà utilitzat des del principi de l'islam per designar a una persona eminent en la seva professió. El nom era d'origen no àrab, segurament iranià, on es feia servir awestdd (mestre) en pahlavi tot i que referit a un ofici manual. Algun erudits pensen que el seu ús a l'Àndalus va donar el castellà usted però molts lingüistes rebutgen aquesta etimologia.